# John Smith (Mormone)

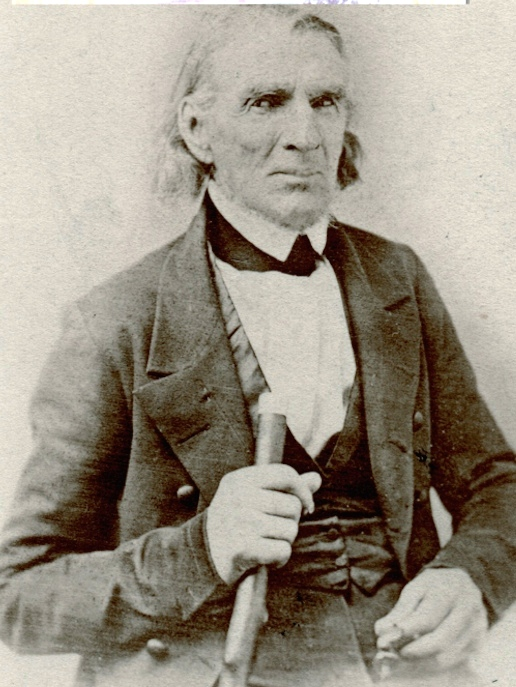
John Smith

John Smith (* 16. Juli 1781 in Derryfield, New Hampshire; † 23. Mai 1854 in Salt Lake City, Utah-Territorium), bekannt als Uncle John, war eine Generalautorität der Kirche Jesu Christi der Heiligen der Letzten Tage.
John Smith war der jüngere Bruder von Joseph Smith, Sr., Onkel von Joseph Smith und Hyrum Smith, Vater von George A. Smith, Großvater von John Henry Smith und Urgroßvater von George Albert Smith. Er war Mitglied des First Presiding High Council in Kirtland, Ohio, als zusätzlicher Ratgeber in der Ersten Präsidentschaft unter Joseph Smith, und als Oberster Patriarch unter Brigham Young. Er folgte als Oberster Patriarch seinem Großneffen John Smith.
Smith diente in der Nauvoo-Zeit als Präsident des Pfahles in Lee County, Iowa. Er war erster Präsident des Pfahles in Salt Lake, dem ersten im Utah-Territorium, und war damit Anführer der Heiligen der Letzten Tage in Utah im Winter 1847/1848.
Smith praktizierte die Polygamie und hatte vier Kinder. Er starb in Salt Lake City und wurde auf dem Salt Lake City Cemetery beerdigt.

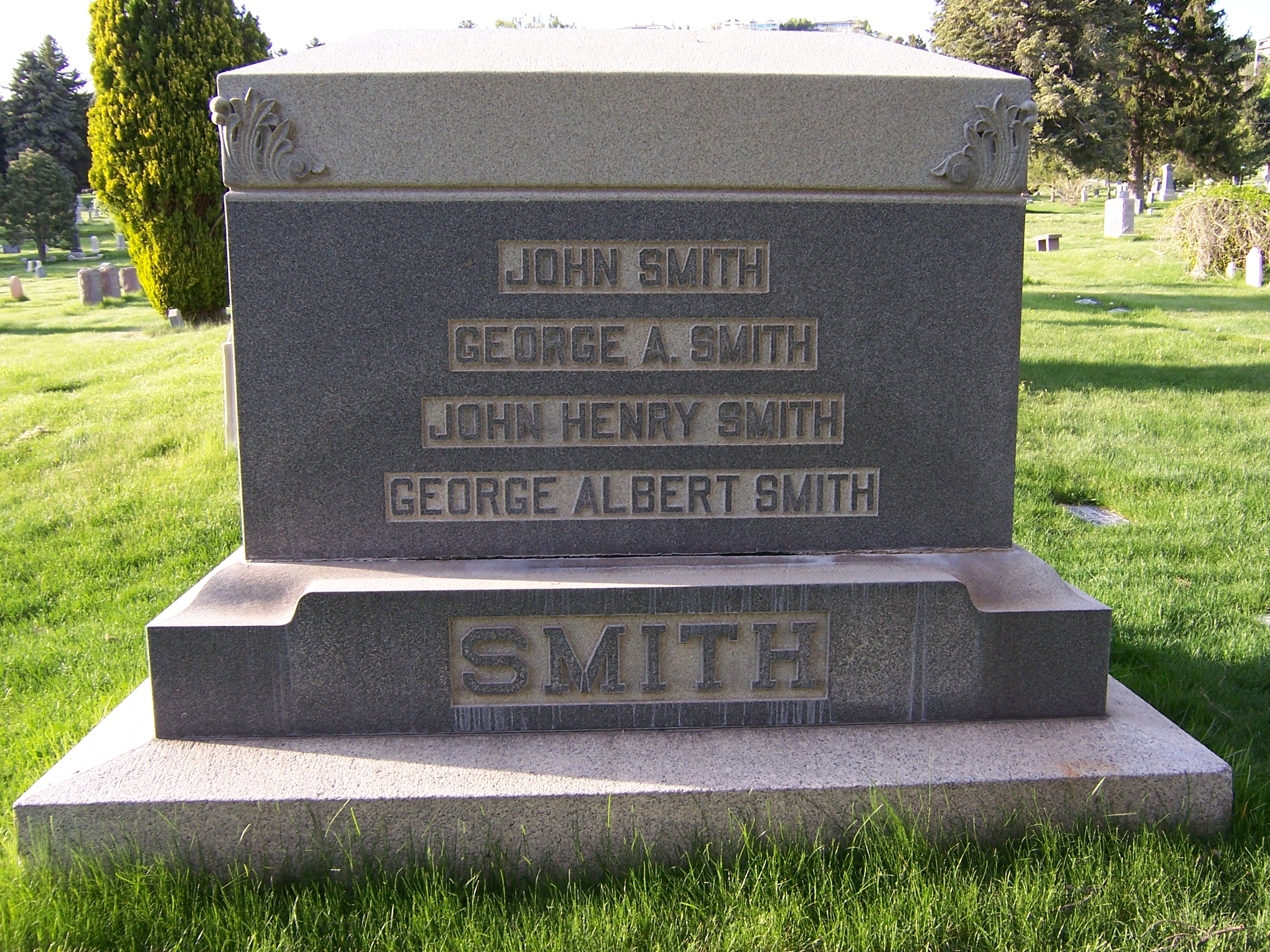
Monument unter anderem für John Smith
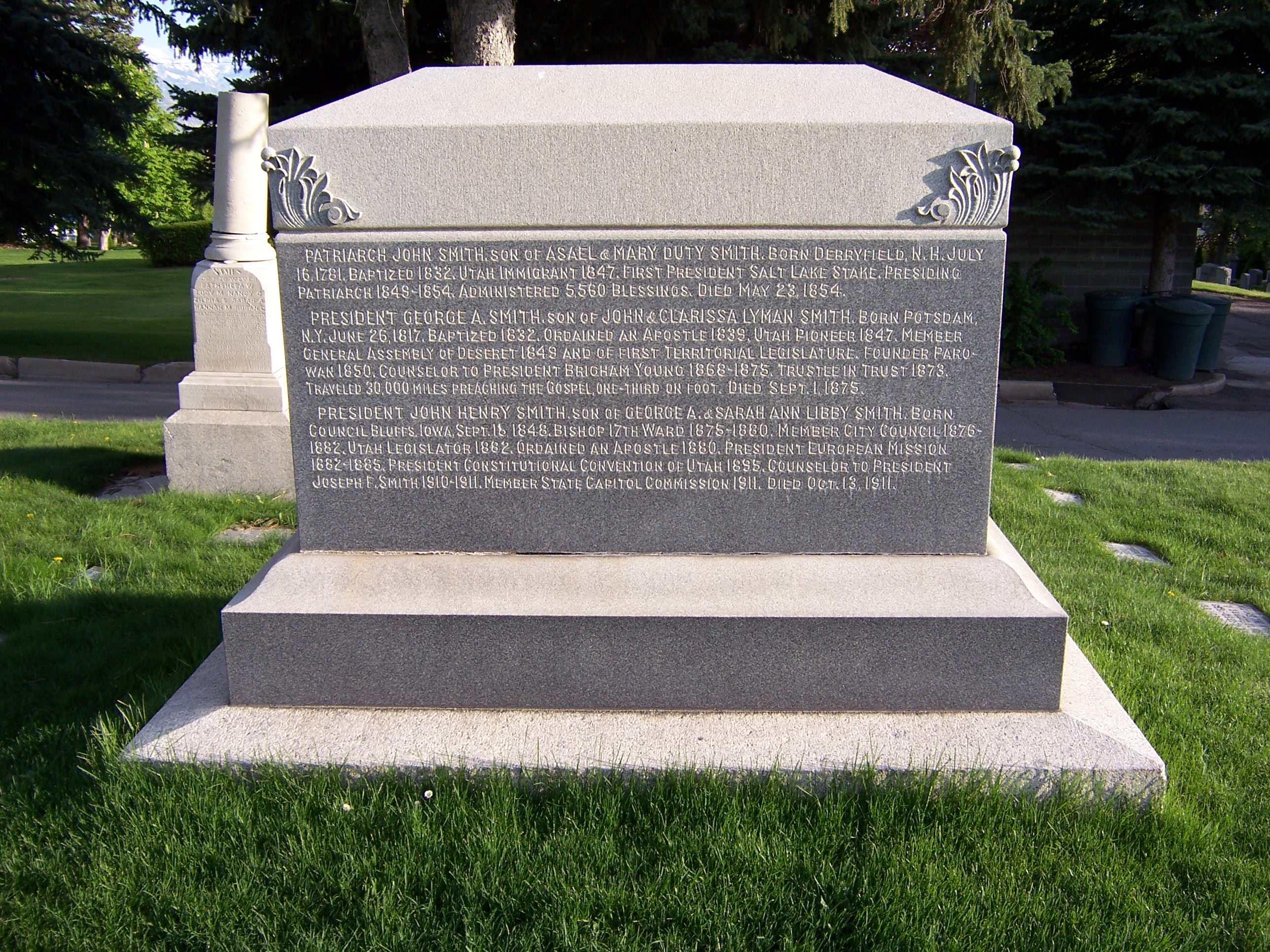
Rückseite des Monuments
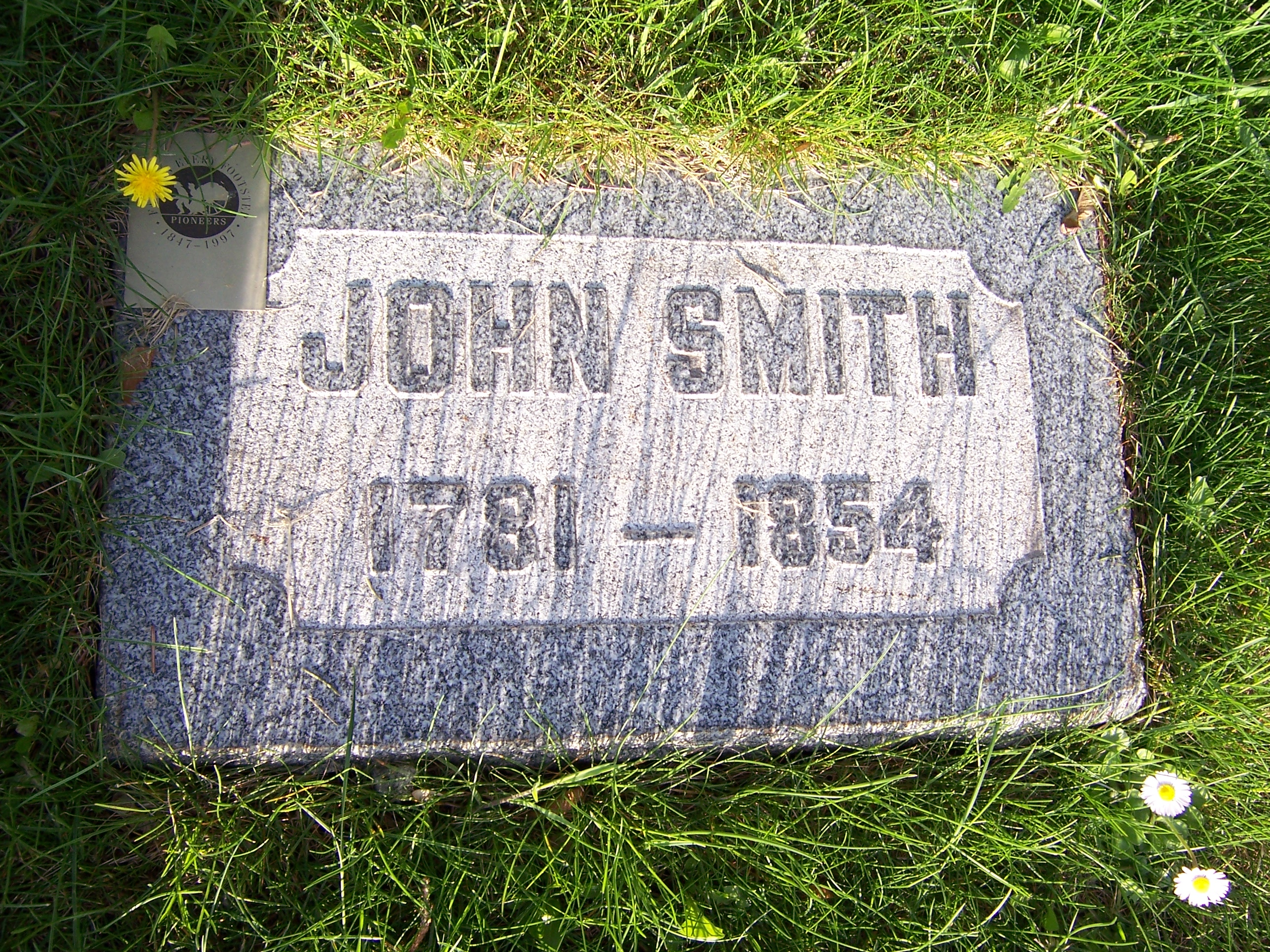
Grabstein von John Smith

## Weitere Literatur
- Jeremy C. Schwendiman: Uncle of the Prophet – The Life and Achievements of John Smith. Eborn Books, Salt Lake City 2016, ISBN 978-1-890718-47-3.

| Personendaten    | Personendaten                                                          |
| ---------------- | ---------------------------------------------------------------------- |
| NAME             | Smith, John                                                            |
| ALTERNATIVNAMEN  | John, Uncle                                                            |
| KURZBESCHREIBUNG | Generalautorität der Kirche Jesu Christi der Heiligen der Letzten Tage |
| GEBURTSDATUM     | 16. Juli 1781                                                          |
| GEBURTSORT       | Derryfield, New Hampshire                                              |
| STERBEDATUM      | 23. Mai 1854                                                           |
| STERBEORT        | Salt Lake City, Utah-Territorium                                       |